# Tuwang
Tuwang is een bestuurslaag in het regentschap Demak van de provincie Midden-Java, Indonesië. Tuwang telt 2679 inwoners (volkstelling 2010).